# (18305) 1981 DL1
A (18305) 1981 DL1 a Naprendszer kisbolygóövében található aszteroida. Schelte J. Bus fedezte fel 1981. február 28-án.